# Macusani (volcan)
 (novembre 2023).
Le Macusani est un champ volcanique de la province de Carabaya au Pérou. Il est formé d'ignimbrites remplissant les bassins de la chaîne de montagnes, avec un volume résiduel total de 430 kilomètres carrés. On y retrouve également quelques stocks granitiques. La macusanite en est un minéral particulier. En effet, le champ se distingue par la composition rocheuse inhabituelle.
Macusani ne fait pas partie de l'arc volcanique principal, il appartient à ce qu'on appelle « l'arc volcanique intérieur » de la Cordillère orientale. Le phénomène volcanique dans la région de Macusani n'a pas encore d'explications.

## Géographie et géologie
Les volcanites Macusani sont situées dans la province de Carabaya, département de Puno au Pérou. Les villes de Macusani, Crucero et Ananea se trouvent dans la région. La rivière Macusani coule à l'est du champ et la haute chaîne de montagnes ayant des sommets de 5 000 à 6 000 m entourent la zone, formant une dépression quadratique.
Les volcanites Macusani se trouvent dans la Cordillère de Carabaya . Là, au pied ouest de la Cordillère orientale, au nord du lac Titicaca, les ignimbrites remplissent des bassins comme Cojata-Ulla Ulla, Crucero, Macusani et Picotani, dont le bassin de Macusani est le plus grand. Ceux-ci sont séparés par des crêtes topographiques. Le bassin du Macusani s'étend sur 860 km3 de coulées pyroclastiques à une altitude de 4 400 m. Une partie des ignimbrites est cachée sous les glaciers à l'extrémité ouest du bassin de Macusani. De plus, on y retrouve plusieurs stocks granitiques. Le champ de Crucero et Picotani aurait pu être autrefois un seul champ volcanique, couvrant une superficie de 1 500 km3. Le volume total d'ignimbrites dans le champ est d'environ 430 km3, sans compter les matériaux érodés. Certaines caldeiras et fissures qui pourraient être à l'origine des roches de Macusani se trouvent au sud du bassin de Macusani, dans la région du Nevado La Huana ;  Aucune caldeira n'a cependant été directement imagée. Les volcanites Macusani appartiennent à ce qu'on appelle « l'arc volcanique intérieur » de la Cordillère Orientale,.
Les ignimbrites de Macusani ne sont ni soudées, ni triées et demeurent faiblement stratifiées. Les schémas de traitement individuels atteignent des épaisseurs de 10–100 m. Ils sont riches en cristaux et contiennent des éclats lithiques et d'obsidienne ; certains d'entre eux pourraient être des restes de coulées de lave érodées.
Le bloc volcanique Revancha du Tertiaire moyen, au sud du bassin, est distinct des volcanites de Macusani. Il s’agit plutôt d’un événement intrusif survenu il y a 20 à 27 millions d’années dans cette partie de Cordillère.

### Composition
Les volcanites de Macusani sont principalement rhyolitiques dans la composition. Les coulées de lave basaltique de la région de Picotani sont les seules volcanites mafiques. Leur matrice est fortement altérée en argile tandis que les phénocristaux sont pour la plupart préservés. Les minéraux inhabituels trouvés dans les volcanites comprennent l'andalousite, la muscovite, la sillimanite et la tourmaline. De tels minéraux ont également été trouvés dans les roches volcaniques de l'Himalaya et de l'Hercynien, bien que certaines différences semblent exister dans les processus qui forment les deux roches.
Les volcanites du Macusani ont retenu l'attention des géologues depuis des publications distinctes en 1984 qui ont mis en évidence une géochimie particulière des roches volcaniques du Macusani, y compris les grandes quantités d'éléments lithophiles et volatils. L'origine de ces volcanites a été modélisée pour impliquer une croûte métapélite.
Les magmas de Macusani contiennent deux phases différentes, de compositions minérales distinctes et des degrés différents de fractionnement cristallin, de pression et de température.
Un certain nombre de gisements d'uranium ont été découverts dans les volcanites de Macusani, notamment les minéralisations Cerro Calvario, Chapi Alto-Pampa Suyupia, Chapi Bajo, Chilcuno VI, K3 et Pinocho. Depuis 1992, Chapi Alto-Pampa Suyupia est la plus grande, avec des réserves alors estimées à 10 000 tonnes d'octoxyde de triuranium.
Les galets de verre trouvés dans les roches volcaniques sont connus sous le nom de « macusanite ». Ces verres sont de couleurs variées et se trouvent dans les sédiments des cours d'eau. Le « verre Paucartambo » est probablement de la macusanite. Ce verre a été proposé comme étalon pour la datation par les traces de fission. Des recherches publiées en 1993 ont indiqué que les pavés ont des âges et des altérités qui peuvent rendre leur utilisation difficile. La macusanite a été trouvée à des distances de plus de 120 km de Macusani sous forme de pointes de flèches ; il s’agissait probablement de pièces prisées, transportées sur de grandes distances.

## Géologie
Le volcanisme et le tectonisme dans les Andes centrales existent depuis la fin de l'oligocène. Le volcanisme s'est produit dans deux grandes régions, l'arc volcanique principal et un arc volcanique secondaire dans la Cordillère Orientale dont l'origine est moins claire. Dans cette zone, le craton amazonien s'enfonce sous l'orogène andin. L'origine des volcanites de Macusani a été attribuée de diverses manières à l'échauffement par friction du bouclier brésilien en subduction, à la subduction elle-même ou à un point chaud.
Le socle de la région de Macusani est formé de roches de l'ordovicien-dévonien et de diverses couches paléozoïques qui ont été plissées au cours de l'éocène dans le cadre de la déformation incaique. Plusieurs phases de mise en place de batholites et de plutons se sont produites il y a 350, 225, 185 et 80 à 70 millions d'années.

## Histoire éruptive
L'activité volcanique à Macusani s'est produite il y a entre 4 et 10 millions d'années,, les dates les plus anciennes étant de 17,9 ± 0,6 et 16,7 ± 0,4 millions d'années, et les plus récentes étant de 4,3 ± 0,4 et 4,2 ± 1,5  d'années par datation potassium-argon. Des mesures plus récentes sur les mêmes jeunes échantillons obtenus par datation argon-argon ont cependant trouvé des âges de 6,7 ± 0,3 et 7,0 ± 0,4 millions d'années. Les ignimbrites elles-mêmes ont surgi en deux phases, une plus petite, il y a 10 ± 1 millions d'années et une plus grande, il y a 7 ± 1 millions d'années. Le volcanisme ultérieur a conduit au dépôt d'obsidienne. Un gisement de téphras (éjecta volcanique) dans la formation de Pisco a été provisoirement lié aux volcanites de Macusani.
Le champ de Macusani donne les volcans les plus jeunes de la Cordillère de Carabaya,. Au moment de leur éruption, la chaîne de montagnes existait déjà. Les volcanites Macusani sont incluses dans la formation Quenamari.
À la fin de la phase volcanique, des dépôts lacustres se sont produits dans la région. Plus tard, au cours du quaternaire, elle a été partiellement recouverte par des glaciers qui ont affecté l'apparence de la région jusqu'à nos jours.

### Sources
- (en) Giulia Bosio, Anna Gioncada, Claudio Di Celma, Igor Maria Villa, Michel Pichavant, Mario Urbina et Giovanni Bianucci, « Two-mica rhyolitic tephra in the East Pisco Basin (Peru): new age and dispersion constraints for the eruptions of the Eastern Cordillera of Central Andes », Bulletin of Volcanology, vol. 82, no 6,‎ 11 mai 2020, p. 42 (ISSN 1432-0819, DOI 10.1007/s00445-020-1373-y, hdl 11568/1041999 , S2CID 218573065, lire en ligne)
- (en) Alain Cheilletz, Alan H. Clark, Edward Farrar, Guido Arroyo Pauca, Michel Pichavant et Hamish A. Sandeman, « Volcano-stratigraphy and 40Ar/39Ar geochronology of the Macusani ignimbrite field: monitor of the Miocene geodynamic evolution of the Andes of southeast Peru », Tectonophysics, vol. 205, no 1,‎ 30 avril 1992, p. 307–327 (DOI 10.1016/0040-1951(92)90433-7)
- (en) Nathan Craig, Robert J. Speakman, Rachel S. Popelka-Filcoff, Mark Aldenderfer, Luis Flores Blanco, Margaret Brown Vega, Michael D. Glascock et Charles Stanish, « Macusani obsidian from southern Peru: A characterization of its elemental composition with a demonstration of its ancient use », Journal of Archaeological Science, vol. 37, no 3,‎ 1er mars 2010, p. 569–576 (DOI 10.1016/j.jas.2009.10.021)
- (en) Jacques L. Leroy et Brigitte George-Aniel, « Volcanism and uranium mineralizations: the concept of source rock and concentration mechanism », Journal of Volcanology and Geothermal Research, vol. 50, no 3,‎ 30 avril 1992, p. 247–272 (DOI 10.1016/0377-0273(92)90096-V)
- (en) Michel Pichavant et Jean-Marc Montel, « Petrogenesis of a two-mica ignimbrite suite: the Macusani Volcanics, SE Peru », Earth and Environmental Science Transactions of the Royal Society of Edinburgh, vol. 79, nos 2–3,‎ 1er janvier 1988, p. 197–207 (ISSN 1755-6929, DOI 10.1017/S0263593300014218, S2CID 129936654, lire en ligne)
- (en) G. Poupeau, E. Labrin, N. Sabil, G. Bigazzi, G. Arroyo et N. Vatin-Pérignon, « Fission-track dating of 15 macusanite glass pebbles from the Macusani volcanic field (SE Peru) », Nuclear Tracks and Radiation Measurements, vol. 21, no 4,‎ 1er octobre 1993, p. 499–506 (DOI 10.1016/1359-0189(93)90189-G)